# Lekkoatletyka na Letnich Igrzyskach Olimpijskich 1976 – bieg na 110 m przez płotki mężczyzn
Bieg na 110 metrów przez płotki mężczyzn podczas XXI Letnich Igrzysk Olimpijskich w Montrealu rozegrano 26 (eliminacje) i 28 lipca 1976 (półfinały i finał) na Stadionie Olimpijskim w Montrealu. Zwycięzcą został reprezentant Francji Guy Drut.

## Rekordy

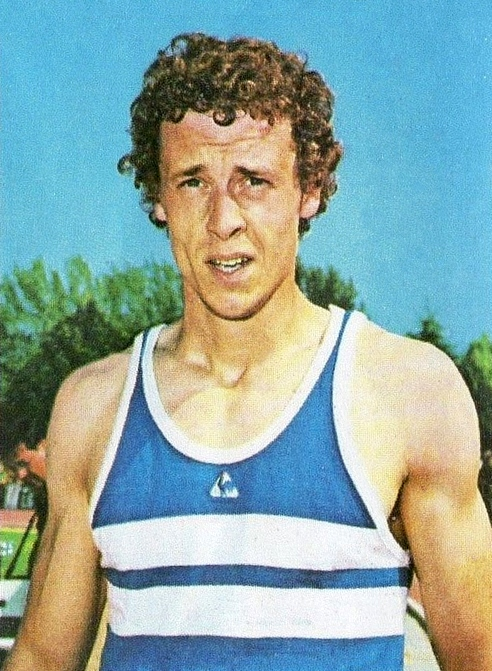
Guy Drut

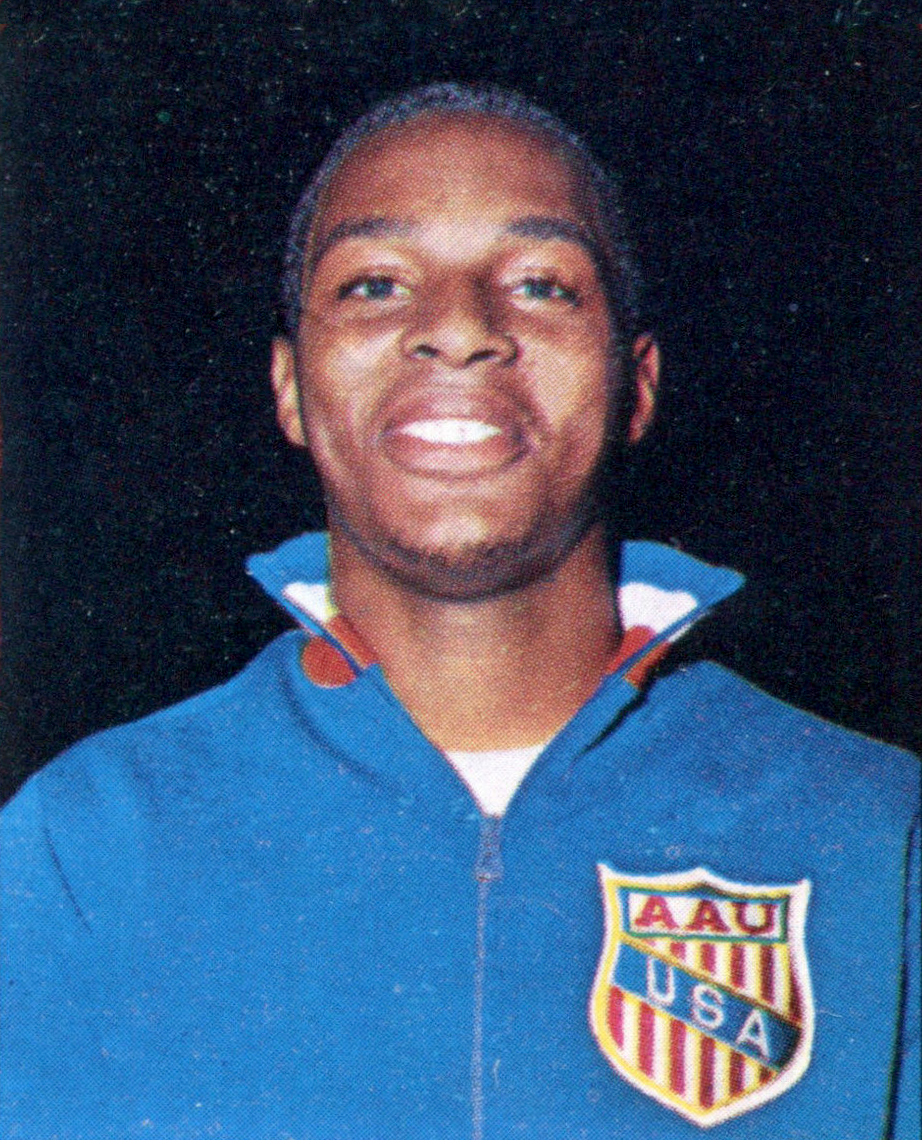
Willie Davenport

|                   | zawodnik         | narodowość        | czas  | data                  | miejsce     |
| ----------------- | ---------------- | ----------------- | ----- | --------------------- | ----------- |
| Rekord świata     | Martin Lauer     | RFN               | 13,2  | 7 lipca 1959(dts)     | Monachium   |
| Rekord świata     | Lee Calhoun      | Stany Zjednoczone | 13,2  | 21 sierpnia 1960(dts) | Berno       |
| Rekord świata     | Earl McCullouch  | Stany Zjednoczone | 13,2  | 16 lipca 1967(dts)    | Minneapolis |
| Rekord świata     | Willie Davenport | Stany Zjednoczone | 13,2  | 4 lipca 1969(dts)     | Zurych      |
| Rekord świata     | Rod Milburn      | Stany Zjednoczone | 13,2  | 7 września 1972(dts)  | Monachium   |
| Rekord olimpijski | Rod Milburn      | Stany Zjednoczone | 13,24 | 7 września 1972(dts)  | Monachium   |

## Wyniki
| Poz. - pozycja |
| – rekord świata \| – rekord krajowy \| – rekord życiowy \| = – wyrównany rekord życiowy \| · – najlepszy wynik w sezonie \| = – wyrównany najlepszy wynik w sezonie \| – rekord olimpijski |
| Fn – falstart \| DNF – nie ukończył \| DNS – nie wystartował \| DSQ – zdyskwalifikowany |

### Eliminacje
Rozegrano trzy biegi eliminacyjne. Do półfinałów awansowało po pięciu najlepszych zawodników z każdego biegu oraz jeden z najlepszym czasem spośród pozostałych.

#### Bieg 1
| Poz. | Zawodnik              | Narodowość        | Rezultat | Uwagi |
| ---- | --------------------- | ----------------- | -------- | ----- |
| 1    | Charles Foster        | Stany Zjednoczone | 13,68    | Q     |
| 2    | Berwyn Price          | Wielka Brytania   | 13,82    | Q     |
| 3    | Wiaczesław Kulebiakin | ZSRR              | 13,99    | Q     |
| 4    | Jean-Pierre Corval    | Francja           | 14,00    | Q     |
| 5    | Frank Siebeck         | NRD               | 14,01    | Q     |
| 6    | Gianni Ronconi        | Włochy            | 14,10    | q     |
| 7    | Abdoulaye Sarr        | Senegal           | 14,20    |       |
| 8    | Conrad Mainwaring     | Antigua i Barbuda | 15,54    |       |

#### Bieg 2
| Poz. | Zawodnik          | Narodowość        | Rezultat | Uwagi |
| ---- | ----------------- | ----------------- | -------- | ----- |
| 1    | Willie Davenport  | Stany Zjednoczone | 13,70    | Q     |
| 2    | Alejandro Casañas | Kuba              | 13,73    | Q     |
| 3    | Guy Drut          | Francja           | 14,04    | Q     |
| 4    | Arnaldo Bristol   | Portoryko         | 14,04    | Q     |
| 5    | Ishtiaq Mubarak   | Malezja           | 14,27    | Q     |
| 6    | Stratos Wasileiu  | Grecja            | 14,33    |       |
| 7    | José Cartas       | Meksyk            | 14,56    |       |
| –    | Max Binnington    | Australia         | DNF      |       |

#### Bieg 3
| Poz. | Zawodnik         | Narodowość        | Rezultat | Uwagi |
| ---- | ---------------- | ----------------- | -------- | ----- |
| 1    | Thomas Munkelt   | NRD               | 13,69    | Q     |
| 2    | Wiktor Miasnikow | ZSRR              | 13,81    | Q     |
| 3    | Giuseppe Buttari | Włochy            | 13,88    | Q     |
| 4    | Warren Parr      | Australia         | 14,02    | Q     |
| 5    | James Owens      | Stany Zjednoczone | 14,03    | Q     |
| 6    | Danny Smith      | Bahamy            | 14,13    |       |
| 7    | Daniel Taillon   | Kanada            | 14,23    |       |
| 8    | Saleh Faraj      | Kuwejt            | 15,97    |       |

### Półfinały
Rozegrano dwa biegi półfinałowe. Do finału awansowało po czterech najlepszych zawodników z każdego biegu.

#### Bieg 1
| Poz. | Zawodnik           | Narodowość        | Rezultat | Uwagi |
| ---- | ------------------ | ----------------- | -------- | ----- |
| 1    | Charles Foster     | Stany Zjednoczone | 13,45    | Q     |
| 2    | Thomas Munkelt     | NRD               | 13,48    | Q     |
| 3    | Wiktor Miasnikow   | ZSRR              | 13,70    | Q     |
| 4    | James Owens        | Stany Zjednoczone | 13,76    | Q     |
| 5    | Berwyn Price       | Wielka Brytania   | 13,78    |       |
| 6    | Warren Parr        | Australia         | 13,88    | =     |
| 7    | Jean-Pierre Corval | Francja           | 13,97    |       |
| 8    | Gianni Ronconi     | Włochy            | 13,97    |       |

#### Bieg 2
| Poz. | Zawodnik              | Narodowość        | Rezultat | Uwagi |
| ---- | --------------------- | ----------------- | -------- | ----- |
| 1    | Alejandro Casañas     | Kuba              | 13,34    | Q     |
| 2    | Guy Drut              | Francja           | 13,49    | Q     |
| 3    | Willie Davenport      | Stany Zjednoczone | 13,55    | Q     |
| 4    | Wiaczesław Kulebiakin | ZSRR              | 13,59    | Q     |
| 5    | Frank Siebeck         | NRD               | 13,74    |       |
| 6    | Arnaldo Bristol       | Portoryko         | 13,98    |       |
| 7    | Giuseppe Buttari      | Włochy            | 14,06    |       |
| 8    | Ishtiaq Mubarak       | Malezja           | 14,21    |       |

### Finał
| Poz. | Zawodnik              | Narodowość        | Rezultat | Uwagi |
| ---- | --------------------- | ----------------- | -------- | ----- |
| 1    | Guy Drut              | Francja           | 13,30    |       |
| 2    | Alejandro Casañas     | Kuba              | 13,33    | [ 4 ] |
| 3    | Willie Davenport      | Stany Zjednoczone | 13,38    |       |
| 4    | Charles Foster        | Stany Zjednoczone | 13,41    |       |
| 5    | Thomas Munkelt        | NRD               | 13,44    | [ 5 ] |
| 6    | James Owens           | Stany Zjednoczone | 13,73    |       |
| 7    | Wiaczesław Kulebiakin | ZSRR              | 13,93    |       |
| 8    | Wiktor Miasnikow      | ZSRR              | 13,94    |       |